# Jimara minuta
Jimara minuta är en insektsart som beskrevs av Irena Dworakowska 1977. Jimara minuta ingår i släktet Jimara och familjen dvärgstritar.
Artens utbredningsområde är Nigeria. Inga underarter finns listade i Catalogue of Life.